# خوسيه ألبرتو فرنانديز
خوسيه ألبرتو فرنانديز (بالإسبانية: José Alberto Fernández)‏ هو لاعب كرة قدم هندوراسي في مركز الدفاع، ولد في 29 نوفمبر 1970 في Corozal, Honduras ‏ في هندوراس. لعب مع نادي ديبورتيفو أوليمبيا.